# Ernst Brandes
Ernst Brandes (* 3. Oktober 1758 in Hannover; † 13. Mai 1810 ebenda) war ein deutscher Jurist in der Zeit der Aufklärung.

## Leben
Brandes war der Sohn des hannoverschen Verwaltungsjuristen und langjährigen Universitätsreferenten der hannöverschen Regierung für die Georg-August-Universität in Göttingen Georg Friedrich Brandes. Ernst Brandes war von großer Bedeutung für die Entwicklung konservativen Denkens im Zeitalter der Französischen Revolution. Er studierte von 1775 bis 1778 in Göttingen bei Christian Gottlob Heyne.
1776 wurde er dort Mitglied des einflussreichsten Studentenordens der Zeit, des ZN-Ordens, der von dem Professor Johann Friedrich Blumenbach geführt wurde. Diesem gehörte er auch nach dem Studium in Hannover noch als Mitglied der dortigen Loge an, die als eine Altherrenvereinigung des Göttinger Ordens anzusehen ist. Nach dem Fortgang des großen Förderers dieses Ordens, des Herzogs Karl von Mecklenburg 1784 fasste er die Weisung der Regierung an den Prorektor der Universität Göttingen, den ZN-Orden dort einzustellen, als Aufforderung zur Liquidation des ZN-Ordens auch in Hannover auf. Der Orden hatte bereits erhebliche Geldmittel von 1700 Reichstalern gesammelt, die für ein Chemisches Labor an der Universität Göttingen eingesetzt werden sollten. Diese Mittel wurden durch Spenden von Mitgliedern weiter aufgestockt, um ein Leibniz-Denkmal in Hannover zu errichten. Die Büste des Gelehrten wurde von dem irischen Bildhauer Christopher Hewetson in Italien aus weißem Carrara gefertigt. Sie wurde 1789 im Hause des Ordensmitgliedes August Wilhelm Rehberg erstmals ausgestellt und nicht nur von Charlotte Kestner gepriesen.
Der Leibniztempel war das erste Denkmal für einen Bürgerlichen in Hannover und gleichzeitig ein Denkmal für den ZN-Orden und seine Mitglieder.
1806 wurde er zum auswärtigen Mitglied der Göttinger Akademie der Wissenschaften gewählt.
Die Familie Brandes gehörte im 18. und 19. Jahrhundert zu den sogenannten Hübschen Familien.

## Werke
- Ueber den Einfluss und die Wirkungen des Zeitgeistes auf die hoeheren Staende Deutschlandes. Als Fortsetzung der Betrachtungen ueber den Zeitgeist in Deutschland. Zwei Bände. Hahn, Hannover 1810. (Digitalisat Band 1), (Band 2)
- Über das Du und Du zwischen Eltern und Kindern. Hahn, Hannover 1809.
- Betrachtungen über den Zeitgeist in Deutschland in den letzten Decennien des vorigen Jahrhunderts. Hahn, Hannover 1808. (Digitalisat)
- Betrachtungen über das weibliche Geschlecht und dessen Ausbildung im geselligen Leben. 3 Bände, Verlag Gebrüder Hahn, Hannover 1802. (Digitalisat Band 1), (Band 2), (Band 3)
- Ueber den gegenwärtigen Zustand der Universität Göttingen. Rower, Göttingen 1802. (Digitalisat)
- Ueber einige bisherige Folgen der Französischen Revolution, in Rücksicht auf Deutschland, Christian Ritscher, Hannover u. Osnabrück, 1793, online.
- Politische Betrachtungen über die französische Revolution, Johann Michael Mauke, Jena, 1790, online.
- Ueber die Weiber. Weidmanns Erben und Reich, Leipzig 1787. (Digitalisat)
- Bemerkungen über das Londoner, Pariser und Wiener Theater. Dieterich, Göttingen 1786. (Digitalisat)